# Tư thế Fowler

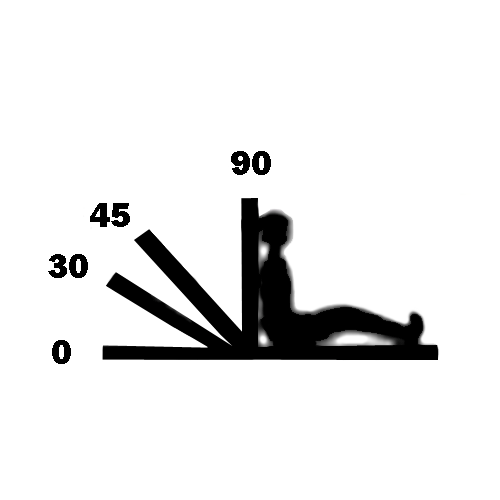
Ngồi thẳng góc 90 độ được gọi là tư thế Fowler cao. Các tư thế Fowler khác là nghiêng người về phía lưng.

Trong y khoa, tư thế Fowler là một tư thế chuẩn bệnh nhân. Tư thế này hỗ trợ giảm tình trạng căng của các cơ thành bụng, cho phép cải thiện điều kiện thở của các bệnh nhân bị bất động, và tăng sự thoải mái thuận tiện trong khi ăn và các hoạt động khác. Khi ở tư thế Fowler, áp suất tĩnh mạch cảnh ngoài bằng 0mmHg giúp phản hồi gan tĩnh mạch cổ có ý nghĩa. Tư thế này cũng được dùng trong phụ nữ sau sinh để tăng sự dẫn lưu nước tiểu. Trong tư thế này, bệnh nhân được cho ngồi nghiêng về phía sau với góc 45-60 độ) với đầu gối có thể cong hoặc thẳng. Ngoài ra, trong phòng ngừa bệnh trào ngược dạ dày, nâng cao đầu giường hoặc dùng gối nêm đều tạo tư thế Fowler, giúp giảm đáng kể các triệu chứng trào khó chịu.
Có vài kiểu tư thế Fowler như sau: thấp, bán chuẩn, chuẩn và cao. Tư thế Fowler cao là khi đầu bệnh nhân được nâng lên một góc 60-90 độ, tư thế Fowler chuẩn là khi đầu bệnh nhân được nâng lên một góc 45-60 độ, tư thế Fowler bán chuẩn là khi đầu bệnh nhân được nâng lên một góc 30-45 độ, tư thế Fowler thấp là khi đầu bệnh nhân được nâng lên một góc 15-30 độ.
Tư thế này được đặt tên theo George Ryerson Fowler.